# Élections législatives de mai 1815 dans l'Aisne
Les élections législatives françaises de mai 1815 se déroulent les 8 et  22 mai 1815. Dans l'Aisne, neuf députés sont à élire dans le cadre d'un scrutin plurinominal majoritaire.

## Mode de scrutin
En vertu du titre II de l'Acte additionnel de 1815, les députés de la Chambre des représentants sont élus au suffrage censitaire indirect. Les notables locaux, représentant environ un dixième des citoyens, nomment à vie les membres des collèges d'arrondissement. Parmi ces derniers sont ensuite sélectionnés les membres des collèges de département.
L'Aisne dispose ainsi de neuf représentants, dont quatre sont élus par le collège départemental et cinq sont choisis par les collèges d'arrondissement.

## Élus

### Élus par le collège départemental
| Député élu ou réélu                  |  | Parti                 |
| ------------------------------------ |  | --------------------- |
| Charles Henri Le Carlier d'Ardon     |  | Libéraux              |
| Guillaume-Xavier Labbey de Pompières |  | Libéraux              |
| Jean-Baptiste Not                    |  | Libéraux              |
| Jacques Arpin                        |  | Républicains jacobins |

### Élus par les collèges d'arrondissement
|   | Arrondissement  | Député élu ou réélu        |  | Parti         |
| - | --------------- | -------------------------- |  | ------------- |
| + | Château-Thierry | Charles Henry Nérat        |  | Bonapartistes |
| + | Laon            | Jacques Devisme            |  | Bonapartistes |
| + | Saint-Quentin   | Jean Quentin Duplaquet     |  | Bonapartistes |
| + | Soissons        | Pierre Lévesque de Pouilly |  | Libéraux      |
| + | Vervins         | Horace Sébastiani          |  | Bonapartistes |

## Résultats

### Résultats globaux
| Parti          | Parti                 | Petits collèges | Petits collèges | Grand collège | Grand collège | Sièges |
| Parti          | Parti                 | Voix            | %               | Voix          | %             | Sièges |
| -------------- | --------------------- | --------------- | --------------- | ------------- | ------------- | ------ |
|                | Bonapartistes         | 223             | 78,52           | -             | -             | 4      |
|                |                       |                 |                 |               |               |        |
|                | Libéraux              | 44              | 15,49           | 76            | 73,08         | 4      |
|                |                       |                 |                 |               |               |        |
|                | Républicains jacobins | -               | -               | 28            | 26,92         | 1      |
|                |                       |                 |                 |               |               |        |
|                | Royalistes            | 17              | 5,99            | -             | -             | 0      |
|                |                       |                 |                 |               |               |        |
| Exprimés       | Exprimés              | 284             | 76,55           | 104           | 88,89         |        |
| Blancs et nuls | Blancs et nuls        | 87              | 23,45           | 13            | 11,11         |        |
| Total          | Total                 | 371             | 43,34           | 117           | 41,79         |        |
| Abstention     | Abstention            | 485             | 56,66           | 163           | 58,21         |        |
| Inscrits       | Inscrits              | 856             | 100,00          | 280           | 100,00        |        |

### Résultats détaillés

#### Grand collège
- Députés élus : 
  - Jacques Arpin (Républicains jacobins)
  - Guillaume-Xavier Labbey de Pompières (Libéraux)
  - Charles Henri Le Carlier d'Ardon (Libéraux)
  - Jean-Baptiste Not (Libéraux).

| Candidat         | Candidat                              | Parti                 | Premier tour | Premier tour |
| Candidat         | Candidat                              | Parti                 | Voix         | %            |
| ---------------- | ------------------------------------- | --------------------- | ------------ | ------------ |
|                  | Jacques Arpin                         | Républicains jacobins | 64           | 61,54        |
|                  | Guillaume-Xavier Labbey de Pompières* | Libéraux              | 64           | 61,54        |
|                  | Charles Henri Le Carlier d'Ardon      | Libéraux              | 57           | 54,81        |
|                  | Jean-Baptiste Not                     | Libéraux              | 55           | 52,88        |
|                  |                                       |                       |              |              |
| Exprimés         | Exprimés                              | Exprimés              | 104          | 88,89        |
| Blancs et nuls   | Blancs et nuls                        | Blancs et nuls        | 13           | 11,11        |
| Total            | Total                                 | Total                 | 117          | 41,79        |
| Abstention       | Abstention                            | Abstention            | 163          | 58,21        |
| Inscrits         | Inscrits                              | Inscrits              | 104          | 100,00       |
| * député sortant |                                       |                       |              |              |

#### Arrondissement de Château-Thierry
- Député élu : Charles Henry Nérat (Bonapartistes).

| Candidat       | Candidat            | Parti          | Premier tour | Premier tour |
| Candidat       | Candidat            | Parti          | Voix         | %            |
| -------------- | ------------------- | -------------- | ------------ | ------------ |
|                | Charles Henry Nérat | Bonapartistes  | 31           | 100,00       |
|                |                     |                |              |              |
| Exprimés       | Exprimés            | Exprimés       | 31           | 52,54        |
| Blancs et nuls | Blancs et nuls      | Blancs et nuls | 28           | 47,46        |
| Total          | Total               | Total          | 59           | 59,60        |
| Abstention     | Abstention          | Abstention     | 40           | 40,40        |
| Inscrits       | Inscrits            | Inscrits       | 99           | 100,00       |

#### Arrondissement de Laon
- Député élu : Jacques Devisme (Bonapartistes).

| Candidat       | Candidat        | Parti          | Premier tour | Premier tour |
| Candidat       | Candidat        | Parti          | Voix         | %            |
| -------------- | --------------- | -------------- | ------------ | ------------ |
|                | Jacques Devisme | Bonapartistes  | 53           | 100,00       |
|                |                 |                |              |              |
| Exprimés       | Exprimés        | Exprimés       | 53           | 54,64        |
| Blancs et nuls | Blancs et nuls  | Blancs et nuls | 44           | 45,36        |
| Total          | Total           | Total          | 97           | 33,80        |
| Abstention     | Abstention      | Abstention     | 190          | 66,20        |
| Inscrits       | Inscrits        | Inscrits       | 287          | 100,00       |

#### Arrondissement de Saint-Quentin
- Député élu : Jean Quentin Duplaquet (Bonapartistes).

| Candidat         | Candidat                          | Parti          | Premier tour | Premier tour |
| Candidat         | Candidat                          | Parti          | Voix         | %            |
| ---------------- | --------------------------------- | -------------- | ------------ | ------------ |
|                  | Jacques Devisme                   | Bonapartistes  | 41           | 59,42        |
|                  | Barthélémy-Albin-Fleury Delhorme* | Bonapartistes  | 28           | 40,58        |
|                  |                                   |                |              |              |
| Exprimés         | Exprimés                          | Exprimés       | 69           | 94,52        |
| Blancs et nuls   | Blancs et nuls                    | Blancs et nuls | 4            | 5,48         |
| Total            | Total                             | Total          | 73           | 53,68        |
| Abstention       | Abstention                        | Abstention     | 63           | 46,32        |
| Inscrits         | Inscrits                          | Inscrits       | 136          | 100,00       |
| * député sortant |                                   |                |              |              |

#### Arrondissement de Soissons
- Député élu : Pierre Lévesque de Pouilly (Libéraux).

| Candidat       | Candidat                   | Parti          | Premier tour | Premier tour |
| Candidat       | Candidat                   | Parti          | Voix         | %            |
| -------------- | -------------------------- | -------------- | ------------ | ------------ |
|                | Pierre Lévesque de Pouilly | Libéraux       | 44           | 72,13        |
|                | Pierre-Paul Royer-Collard  | Royaliste      | 17           | 27,87        |
|                |                            |                |              |              |
| Exprimés       | Exprimés                   | Exprimés       | 61           | 91,04        |
| Blancs et nuls | Blancs et nuls             | Blancs et nuls | 6            | 8,96         |
| Total          | Total                      | Total          | 67           | 43,23        |
| Abstention     | Abstention                 | Abstention     | 88           | 56,77        |
| Inscrits       | Inscrits                   | Inscrits       | 155          | 100,00       |

#### Arrondissement de Vervins
- Député élu : Horace Sébastiani (Bonapartistes).

| Candidat       | Candidat          | Parti          | Premier tour | Premier tour |
| Candidat       | Candidat          | Parti          | Voix         | %            |
| -------------- | ----------------- | -------------- | ------------ | ------------ |
|                | Horace Sébastiani | Bonapartistes  | 70           | 100,00       |
|                |                   |                |              |              |
| Exprimés       | Exprimés          | Exprimés       | 70           | 93,33        |
| Blancs et nuls | Blancs et nuls    | Blancs et nuls | 5            | 6,67         |
| Total          | Total             | Total          | 75           | 41,90        |
| Abstention     | Abstention        | Abstention     | 104          | 58,10        |
| Inscrits       | Inscrits          | Inscrits       | 179          | 100,00       |